# Waitangidag
Waitangidag fejres i New Zealand hvert år d. 6. februar for at mindes Waitangitraktaten, der blev underskrevet på samme dato 1840 og ses som New Zealands grundlæggende dokument. 
| Festival | Spire Denne artikel om festivaler og mærkedage er en spire som bør udbygges. Du er velkommen til at hjælpe Wikipedia ved at udvide den. |